# Jacques Guhl
 (juillet 2024).
Jacques Guhl, né le 23 octobre 1922 à Alger et mort le 20 janvier 2024, est un écrivain, poète, auteur dramatique, Bellettrien et joueur de football suisse.

## Biographie
Originaire de Steckborn dans le canton de Thurgovie, Jacques Guhl montre, dès l'âge de neuf ans, un goût prononcé pour le football. Devenu footballeur professionnel, il joue comme avant-centre dans l'équipe de football du FC Lausanne-Sport, puis de l'Étoile sportive Malley. En 1957, il crée puis anime l'école de football de Sion. En 1964, il est sélectionneur de l'équipe de Suisse à titre intérimaire pour trois matchs, en compagnie de Jiří Sobotka et de Roger Quinche.
Très actif culturellement, il s'inscrit en 1948 à la Société de Belles-Lettres de Lausanne et, la même année, fonde la Compagnie des faux-nez avec Charles Apothéloz et Freddy Buache. En 1952, il crée dans le cadre des éditions Rencontre à Lausanne « La Bibliothèque du sportif », ouvre une librairie-galerie d'art et prend une part active à l'ouverture du Théâtre des faux-nez à Lausanne. En 1975, il fonde à Sion, dans une cave de la vieille ville, Le Petit-Théâtre, rapidement devenu le Petithéâtre de Sion.
Auteur de poèmes : Mains ouvertes (1947), de nouvelles : Un autre monde (1952), d'un conte et d'un roman : Hors-jeu (1949), il écrit également des scénarios de radio et télévision, participe à de nombreuses émissions de radio et télévision et donne des conférences. Pour les Faux-Nez, il écrit Napoléon tropique que Charles Apothéloz met en scène avec Belles-Lettres le 31 janvier 1958 puis un mois plus tard avec les Faux-Nez, L'Œuf de coq dans une mise en scène d'Armand Abplanalp qui fut le premier spectacle présenté au Théâtre de Vidy lors de l'Exposition nationale en 1964.
Après les années 1970, Jacques Guhl fait encore de rares mais souvent surprenantes incursions sur le terrain de la littérature : il est notamment l'auteur du scénario de Ce fleuve qui nous charrie, réalisé en 1979 par Raymond Vouillamoz pour la TSR et France 3, et La Loi sauvage réalisé en 1988 par Francis Reusser. Il a publié Retourne-toi, ou Persée et les Gorgones, pièce écrite avec et pour sa fille Geneviève. Il collabore également à La Tribune de Lausanne et, de 1974 à 1975, est vice-président du Comité international Pierre de Coubertin. À 80 ans, Jacques Guhl anime une école de football comptant 180 juniors.
Jacques Guhl meurt le 20 janvier 2024 à l'âge de 101 ans.

## Sources
- « Jacques Guhl », sur la base de données des personnalités vaudoises sur la plateforme « Patrinum » de la Bibliothèque cantonale et universitaire de Lausanne.
- Belles Lettres de Lausanne, Livre d'or du 150e anniversaire 1806-1956, p. 543 (2248)
- Sabine Leyat, Les auteurs du Valais romand 1975-2002, p. 72
- Histoire de la littérature en Suisse romande, sous la dir. de R. Francillon, vol. 3, p. 225
- 24 Heures, 2002/12/14-15